# 卢卡·基乌门托
卢卡·基乌门托（義大利語：Luca Chiumento，1997年11月19日—），意大利男子赛艇运动员。他曾代表意大利参加捷克拉奇采举行的2022年世界赛艇锦标赛，获得男子四人双桨铜牌。